# Lars Röller
Lars Röller (* 24. Januar 1999 in Ludwigshafen am Rhein) ist ein deutscher Handballspieler, der seit dem Sommer 2025 für die TSG Friesenheim spielt.

## Karriere
Mit dem Handball begann Lars Röller im Jahr 2005 bei der TSG Mutterstadt. 2013 wechselte er zur TSG Friesenheim in Ludwigshafen.
Ab 2015 spielte Röller in den Jugendmannschaften der Rhein-Neckar Löwen (Junglöwen). Ab der Saison 2017/18 spielte Röller im Drittliga-Team der Rhein-Neckar Löwen (Junglöwen), für das er bis zum Ende der Saison 2018/19 aktiv war.
Am 24. März 2018 bestritt Lars Röller sein erstes Spiel bei den Rhein-Neckar Löwen im Achtelfinale der EHF Champions League gegen PGE Vive Kielce.
Zur Saison 2019/20 wechselte Röller zur HBW Balingen-Weilstetten. Ab 2021 lief er für die SG Leutershausen auf. Am 16. Januar 2024 wurde sein sofortiger Wechsel zum Zweitligisten TV Großwallstadt verkündet. Im Sommer 2025 schloss er sich den Eulen Ludwigshafen an.

## Spielbilanzen
| Saison  | Verein             | Spielklasse     | Spiele | Tore | 7-Meter | Feldtore |
| ------- | ------------------ | --------------- | ------ | ---- | ------- | -------- |
| 2017/18 | Rhein-Neckar Löwen | Championsleague | 1      | 3    | 0       | 3        |
|         | gesamt             | Championsleague | 1      | 3    | 0       | 3        |

Bundesliga
| Saison  | Verein                   | Spielklasse | Spiele | Tore | 2 Minuten |
| ------- | ------------------------ | ----------- | ------ | ---- | --------- |
| 2018/19 | Rhein-Neckar Löwen       | Bundesliga  | 4      | 1    | 0         |
| 2019/20 | HBW Balingen-Weilstetten | Bundesliga  | 4      | 1    | 1         |
|         | gesamt                   | Bundesliga  | 8      | 2    | 1         |